# ピッサヌローク邸
ピッサネローク邸（ピッサネロークてい、タイ語: บ้านพิษณุโลก）は、タイ王国の首都バンコクに所在地を置くタイ首相の官邸。

## 歴史
1922年にワジラヴド王の命令によって建てられた。1979年にタイ政府はピッサネローク邸を首相官邸として指定した。

## 邸内
ピッサネローク邸内には首相の執務室と会議室が置かれている。